# تجدد الشبكية
يشير تجدد الشبكية إلى استعادة الرؤية لدى الفقاريات التي عانت من آفات الشبكية أو تنكس الشبكية.
إن الآليتين الأكثر دراسةً جيدًا لتجدد الشبكية هما التجدد الخلوي وزرع الخلايا. قد يكون لعمليات التجدد تطبيقات عند البشر لعلاج أمراض الشبكية التنكسية، مثل التهاب الشبكية الصباغي. في حين أن الثدييات، مثل البشر والفئران، تفتقر إلى القدرة الفطرية على تجديد شبكية العين، فإن الفقاريات السفلية، مثل الأسماك العظمية والسلمندر، قادرة على تجديد أنسجة الشبكية المفقودة في حالة حدوث ضرر.

## في الكائنات الحية

### في الزرد
تمتلك أسماك الزرد، مثل الأسماك العظمية الأخرى، القدرة الفطرية على تجديد تلف الشبكية. هذه القدرة، جنبًا إلى جنب مع التشابه الكبير بين بنية شبكية العظام والثدييات، تجعل من سمك الزرد نموذجًا جذابًا لدراسة تجديد الشبكية. خلايا مولر الدبقية هي نوع من الخلايا الدبقية الموجودة في شبكية العين في كل من الأسماك العظمية والثدييات. تجدد الشبكية في الزرد بواسطة خلايا مولر الدبقية، التي تتحول إلى خلايا شبيهة بالجذعية وتتكاثر في الخلايا السلفية العصبية استجابةً لتلف الشبكية. في حين أن قسم مولر الدبقي هو المسؤول عن تجدد الشبكية في جميع حالات تلف الشبكية، فإن حالة فقدان المستقبل الضوئي بسبب تلف الضوء تتميز بشكل جيد بشكل خاص. استجابة لاستئصال المستقبلات الضوئية، تتفكك خلايا مولر الدبقية وتخضع لانقسام واحد غير متماثل لإنتاج خلية سلفية عصبية وخلية مولر دبقية جديدة. تتكاثر الخلية السلفية العصبية لتشكل مجموعة من الخلايا السلفية العصبية، التي تهاجر إلى الطبقة النووية الخارجية للشبكية وتتمايز إلى مستقبلات ضوئية لتحل محل الخلايا المفقودة. تعمل هذه العملية على استعادة وظيفة الشبكية للأسماك المصابة. إن فهم الآليات الأساسية قد يوفر نظرة ثاقبة لخيارات العلاج لأمراض الشبكية التنكسية في الثدييات.
ترجمة وصف الصورة في بداية المقال: العصي والمخاريط والطبقات العصبية في شبكية العين. الجزء الأمامي (الأمامي) من العين على اليسار. يمر الضوء (من اليسار) عبر عدة طبقات عصبية شفافة ليصل إلى العصي والمخاريط (أقصى اليمين). يؤدي التغير الكيميائي في العصي والمخاريط إلى إرسال إشارة إلى الأعصاب. تذهب الإشارة أولًا إلى الخلايا ثنائية القطب والأفقية (الطبقة الصفراء)، ثم إلى الخلايا عديمة الاستطالة والخلايا العقدية (الطبقة الأرجوانية)، ثم إلى ألياف العصب البصري. تتم معالجة الإشارات في هذه الطبقات. أولًا، تبدأ الإشارات كمخرجات أولية لنقاط في الخلايا العصوية والمخروطية. ثم تتعرف طبقات العصب على الأشكال البسيطة، مثل النقاط المضيئة المحاطة بنقاط داكنة، والحواف، والحركة. (استنادًا إلى رسم رامون إي كاخال).